# Агентство безпеки та розвідки (Сербія)
Агентство безпеки та розвідки, або Агентство безпеки та інформації Сербії (серб. Безбедносно-информативна агенција / Bezbednosno-informativna agencija) — національна розвідувальна служба Сербії. Відповідає за збір, подачу і розповсюдження розвідувальних відомостей та проведення контррозвідки в інтересах національної безпеки Сербії. Співробітничає з російськими спецслужбами з метою спільної боротьби проти опозиціонерів і незалежних ЗМІ.

## Історія
Безпеково-розвідувальне агентство утворено 1 серпня 2002 року як правонаступник югославської Служби державної безпеки, що існувала з 1991 по 2002 рік.
Його функції подібні до тих, що має ЦРУ у Сполучених Штатах або MI6 у Сполученому Королівстві.
У травні 2017 року керівником агентства призначили Братислава Гашича — колишнього міністра оборони та близького соратника колишнього прем'єр-міністра і новообраного тоді президента Александра Вучича. Після свого призначення Гашич призупинив свою діяльність у правлячій Сербській прогресивній партії (СПП).
У серпні 2017 року в Народні збори надійшли на схвалення поправки до «Закону про Агентство безпеки та інформації», які посилювали повноваження директора агентства. Цей крок засудили кілька посадовців, зокрема Уповноважений з питань інформації суспільного значення Родолюб Шабич і колишній співміністр внутрішніх справ Божо Прелевич. Вони заявили, що ці поправки не конституційні і таким чином закладають підвалини для «партійного розвідувального агентства» на службі СПП, яке бере на приціл опозицію та громадян, що протистоять правлячому режиму.
Як повідомив белградський телеканал N1, у травні 2021 року сербський міністр внутрішніх справ Александар Вулін зустрічався із секретарем Ради безпеки Росії Миколою Патрушевим, передавши йому інформацію про зустріч російських опозиційних лідерів у Белграді. На підставі цих відомостей заарештовано російського опозиціонера Андрія Пивоварова, якому в Росії загрожувало ув'язнення на шість років.

## Директори
Джерело: 
Статус
| № з/п | Портрет | Повне ім'я (Рік народження)        | Вступ на посаду | Відхід із посади |
| ----- | ------- | ---------------------------------- | --------------- | ---------------- |
| –     |         | Андрея Савич (1947 р. н.)          | 1 серпня 2002   | 24 січня 2003    |
| 1     |         | Міша Миличевич (1960 р. н.)        | 25 січня 2003   | 6 березня 2004   |
| 2     |         | Раде Булатович (1958 р. н.)        | 6 березня 2004  | 17 липня 2008    |
| 3     |         | Саша Вукадинович (1972 р. н.)      | 17 липня 2008   | 3 серпня 2012    |
| 4     |         | Небойша Родич (1953 р. н.)         | 3 серпня 2012   | 3 вересня 2013   |
| –     |         | Драган Маркович (1965 р. н.)       | 3 вересня 2013  | 25 жовтня 2013   |
| 5     |         | Александар Джорджевич (1970 р. н.) | 25 жовтня 2013  | 23 травня 2017   |
| 6     |         | Братислав Гашич (1967 р. н.)       | 23 травня 2017  | донині           |

## Умасовій культурі
- У сербському телесеріалі Državni službenik простежується робота одного місцевого агента безпеки і розвідки Сербії.[14][15]
- Документальний телесеріал виробництва Радіо Телебачення Сербії Tajne službe Srbije досліджує історію та життя видатних постатей в історії агентства.[16]
- Роман «Служба» колишнього агента Агентства безпеки та розвідки Горана Живалєвича[17]